# آندریا پائولی
آندریا پائولی (انگلیسی: Andrea Paolelli؛ زادهٔ ۳۱ ژوئیهٔ ۱۹۹۷) بازیکن فوتبال است.